# Себастіян Екштайн
Себастіян Екштайн (нім. Sebastian Eckstein; бл. 1711, Брно — після 1757) — чеський художник, син Франца Екштайна.

## Життєпис
Навчався у батька у Брно. Займався монументальним малярством. З бл. 1737—1739 року працював у Речі Посполитій. Стиль Себастіяна Екштайна поєднує в собі елементи пізнього бароко і рококо.
Головні праці
- фрески в костелі єзуїтів у Львові (1741, започатковані ще його батьком),
- фрески в костелі в Красному[1][2] (1747),
- фрески в костелі Пресвятої Трійці в Тикоцині (1749),
- фрески у палаці гетьмана Яна Клеменса Браницького у Варшаві (1754, не збереглися),
- проект декору і вівтарів костелу святого Лаврентія на Волі у Варшаві (1753, не збережено).